# Shonel Ferguson
Shonel Ferguson (* 6. November 1957 in Nassau) ist eine ehemalige bahamaische Weitspringerin und Sprinterin.
1975 gewann sie bei den Zentralamerika- und Karibikmeisterschaften Bronze im Weitsprung. Bei den Olympischen Spielen 1976 in Montreal schied sie über 100 m und im Weitsprung jeweils in der ersten Runde aus.
1977 holte sie im Weitsprung bei den Zentralamerika- und Karibikmeisterschaften Silber und wurde Achte beim Leichtathletik-Weltcup in Düsseldorf. In derselben Disziplin siegte sie 1978 bei den Zentralamerika- und Karibikspielen 1978, wurde im selben Jahr Fünfte bei den Commonwealth Games in Edmonton und Sechste bei den Panamerikanischen Spielen 1979 in San Juan.
1980 verhinderte der Boykott der Bahamas eine Teilnahme an den Olympischen Spielen in Moskau; beim ersatzweise abgehaltenen Liberty Bell Classic wurde sie Dritte im Weitsprung.
1981 siegte sie im Weitsprung bei den Zentralamerika- und Karibikmeisterschaften und wurde Fünfte beim Weltcup in Rom. Im Jahr darauf holte sie in dieser Disziplin Silber bei den Zentralamerika- und Karibikspielen und Gold bei den Commonwealth Games in Brisbane. 1983 gelang ihr die Titelverteidigung bei den Zentralamerika- und Karibikmeisterschaften. Bei den Panamerikanischen Spielen in Caracas wurde sie jeweils Vierte über 100 m und im Weitsprung, bei den Leichtathletik-Weltmeisterschaften in Helsinki scheiterte sie im Weitsprung in der Qualifikation.
1984 wurde sie im Weitsprung bei den Olympischen Spielen in Los Angeles Achte, 1985 wurde sie Siebte bei den Leichtathletik-Hallenweltspielen in Paris. Dem dritten Titel in Folge bei den Zentralamerika- und Karibikmeisterschaften folgte ein sechster Platz beim Weltcup in Canberra. 1986 gewann sie Silber bei den Zentralamerika- und Karibikspielen, 1990 wurde sie Sechste bei den Commonwealth Games in Auckland.

## Bestleistungen
- 100 m: 11,62 s, 1983
- Weitsprung: 6,80 m, 19. September 1982, Taichung